# Törökország budapesti követeinek és nagyköveteinek listája
A modern Törökország 1923-as megszületésétől napjainkig az alábbi személyek vezették Törökország budapesti nagykövetségét (zárójelben a korabeli sajtóhírekben használatos névváltozatot tüntettük fel). A különböző rangú, beosztású misszióvezetők megbízásának lejártának pontos dátuma a mai napig általában ismeretlen, itt többnyire azt a dátumot tüntetjük fel, amikor valamilyen ceremoniális aktus keretében a diplomata távozik posztjáról, ez azonban a követi megbízatás visszavonásával nem feltétlenül megegyező időpont.

## Misszióvezetők
| Kinevezés          | Megbízólevél        | Visszahívás         | Név                                        | Rang                                   |
| ------------------ | ------------------- | ------------------- | ------------------------------------------ | -------------------------------------- |
| 1924               | 1924. május 9.      | 1926                | Hüsrev Gerede (Hüszrev bég)                | követ                                  |
| 1926               | n/a                 | 1927                | Numan Menemencioğlu (Numan Rifat)          | ügyvivő                                |
| 1927               | 1927-11-04          | 1927 utolsó napjai  | Nureddin Ferruh (Noureddin Férouh)         | ügyvivő                                |
| 1927 utolsó napjai | 1927                | 1928                | Vasıf Çınar (Vaszif bég)                   | ügyvivő                                |
| 1928               | 1928. december 10.  | 1939. július 26.    | Behiç Erkin (Behidzs Erkin)                | követ                                  |
| 1939               | 1939. augusztus 30. | 1943. augusztus 6.  | Ruşen Eşref Ünaydın (Ruszén Eszfr Unaydin) | követ                                  |
| 1943               | 1943. október 21.   | 1945                | Şevket Fuat Keçeci (Sefket Fuat Kececi)    | követ                                  |
| 1947               | 1947. január 23.    | 1950. január 14.    | Agah Akcel                                 | követ                                  |
| 1950               | 1950. március 31.   | 1954. augusztus 25. | Celal Hazım Tepeyran                       | követ                                  |
| 1956               | 1956. március 6.    | 1960. február       | Cemal Yeşil                                | követ                                  |
| 1960               | 1960. május 14.     | 1960. július 9.     | Mehmet İrfan Karasar                       | követ                                  |
| 1960               | 1960. október 5.    | 1963. június 27.    | Burhan Işın                                | követ                                  |
| 1963               | 1963. július 9.     | 1967. február       | Nedim Erinç (Nedim Erincer)                | követ                                  |
| 1967               | 1967. április 6.    | 1969. augusztus 18. | Veysel Versan                              | követ, 1967. december 18-tól nagykövet |
| 1969               | 1969. augusztus 28. | 1972. november 2.   | İsmail Soysal                              | nagykövet                              |
| 1972               | 1972. december 6.   | 1975. február       | Mehmet Fuat Kepenek (Fuat Kepenek)         | nagykövet                              |
| 1976               | 1976. május 19.     | ?                   | Talât Benler                               | nagykövet                              |
| 1980               | 1980. április 30.   | 1981. július        | Oğuz Gökmen                                | nagykövet                              |
| 1981               | 1981. augusztus 12. | 1986 január         | Osman Başman                               | nagykövet                              |
| 1986               | 1986. január 30.    | 1988. február       | Asaf İnhan                                 | nagykövet                              |
| 1988               | 1988. március 10.   | 1990?               | Halit Güvener                              | nagykövet                              |
| 1990               | 1990. november 28.  | 1995?               | Bedrettin Tunabaş                          | nagykövet                              |
| 1995               | 1995. június 15.    | 1996?               | Süha Noyan                                 | nagykövet                              |
| 1996               | 1996. október 10.   | 1998. október 1.    | İsmet Birsel                               | nagykövet                              |
| 1998               | 1998. október 15.   | 2002. december 15.  | Ender Arat                                 | nagykövet                              |
| 2003               | 2003. május 20.     | 2004. november 17.  | Aydan Karahan                              | nagykövet                              |
| 2004               | 2005. január 13.    | 2008. április 1.    | Umur Apaydın                               | nagykövet                              |
| 2008               | 2008. április 27.   | 2010. július 1.     | Oya Tuzcuoğlu                              | nagykövet                              |
| 2010               | 2010. augusztus 18. | 2013. november 4.   | Hasan Kemal Gür                            | nagykövet                              |
| 2013               | 2013. november 18.  | 2018                | Şakir Fakılı                               | nagykövet                              |
| 2018               | 2018. január 15.    | 2022                | Ahmet Akif Oktay                           | nagykövet                              |
| 2022               | 2022. július 5.     |                     | Gülşen Karanis Ekşioğlu                    | nagykövet                              |